# Unterseeboot 90 (1941)
Pour les articles homonymes, voir Unterseeboot 90.
Le Unterseeboot 90 (ou U-90) est un sous-marin allemand (U-Boot) de type VII.C construit pour la Kriegsmarine pendant la Seconde Guerre mondiale.

## Construction
L'U-90 est issu du programme 1937-1938 pour une nouvelle classe de sous-marins océaniques. Il est de type VII C lancé entre 1936 et 1940. Construit dans les chantiers de Flender Werke AG à Lübeck, la quille du U-90 est posée le 1er octobre 1940 et il est lancé le 20 octobre 1941. L'U-90 entre en service deux mois plus tard.

## Historique
L'U-90 entre en service le 20 décembre 1941, comme sous-marin-école avec la 8. Unterseebootsflottille à Königsberg et Dantzig.

Le 1er juillet 1942, l'U-90 devient opérationnel dans la 9. Unterseebootsflottille à Brest.
Il réalise sa première patrouille de guerre, quittant le port de Kiel, le 30 juin 1942, sous les ordres de l'Oberleutnant zur See Hans-Jürgen Oldörp. Le lendemain, le 1er juillet 1942, ce commandant est promu au grade de Kapitänleutnant.
Après vingt-cinq jours à la mer, l'U-90 est coulé le 24 juillet 1942 dans l'océan Atlantique, à la position géographique de 48° 12′ N, 40° 56′ O, par des charges de profondeur lancées par le destroyer canadien HMCS St. Croix (I81). 
Les quarante-quatre membres d'équipage meurent dans cette attaque.

## Affectations
- 8. Unterseebootsflottille à Königsberg et Dantzig du 20 décembre 1941 au 30 juin 1942 (entrainement)
- 9. Unterseebootsflottille à Brest du 1er au 24 juillet 1942 (service actif)

## Commandement
- Kapitänleutnant Hans-Jürgen Oldörp du 20 décembre 1941 au 24 juillet 1942

## Patrouilles
|       | Commandant               | Départ       | Départ | Arrivée         | Arrivée | Jours    | Succès |
| ----- | ------------------------ | ------------ | ------ | --------------- | ------- | -------- | ------ |
| 1     | Oblt. Hans-Jürgen Oldörp | 30 juin 1942 | Kiel   | 24 juillet 1942 | Coulé   | 25 jours |        |
| Total | Total                    | Total        | Total  | Total           | Total   | 25 jours | 0 t    |

Note : Oblt. = Oberleutnant zur See

### Opérations Wolfpack
L'U-90 a opéré avec les Wolfpacks (meute de loups) durant sa carrière opérationnelle:
1. Wolf (13 juillet 1942 - 24 juillet 1942)

## Navires coulés
L'Unterseeboot 90 n'a ni coulé, ni endommagé de navire ennemi au cours de l'unique patrouille (25 jours en mer) qu'il effectua.

### Sources
- (en) Cet article est partiellement ou en totalité issu de l’article de Wikipédia en anglais intitulé « German submarine U-90 (1941) » (voir la liste des auteurs).